# Gaston Sporre
Gaston Lodewijk Sporre (Enschede, 4 augustus 1945 – Zwolle, 13 maart 2022) was een Nederlands sportbestuurder en topfunctionaris. Van 1989 tot 1998 was hij voorzitter van voetbalclub FC Zwolle. In het seizoen 2013-2014 was hij gedurende vijf maanden directeur van sc Heerenveen.

## Loopbaan
Sporre studeerde bedrijfskunde in Nederland en in de VS. Hij promoveerde in 1988 aan de Economische Faculteit van de Erasmus Universiteit te Rotterdam op politiek-ambtelijke invloedsverhoudingen. Sporre is voornamelijk werkzaam geweest in het bedrijfsleven. Onder andere meer dan 10 jaar als organisatieadviseur bij Rijnconsult. Hij was ook nog enige tijd werkzaam bij de Provincie Overijssel
Daarna trad hij toe tot de Achmea groep en beëindigde zijn loopbaan in 2006 als Directievoorzitter van Achmea Zorg. Van 2008 tot 2014 was hij voorzitter van de Kamer van Koophandel Oost Nederland. Ook vervulde hij toezichthoudende functies in de private en publieke sector; Achmea, Afval Energie Bedrijf Amsterdam, RTV OOST, Museum de Fundatie, Bas van de Goor Fundatie en Intermezzo Nazorgcentrum kankerpatiënten (ISALA Zwolle).

### PEC Zwolle
In 1989 werd Sporre door clubeigenaar Marten Eibrink aangezocht om leiding te geven aan PEC Zwolle '82 dat financieel in slecht weer verkeerde. Een faillissement was onafwendbaar, Sporre leidde de reddingsoperatie en maakte een doorstart met het nieuwe FC Zwolle waar hij in 1990 voorzitter van werd. Vanaf het seizoen 1998/99 nam Ronald van Vliet het voorzitterschap over. Sporre was erevoorzitter bij PEC Zwolle.

### sc Heerenveen
Vanaf augustus tot en met december 2013 was hij interim-directeur van sc Heerenveen, als opvolger van Robert Veenstra, die 21 juli opstapte vanwege het gebrek aan vertrouwen van supporters en sponsors. Bij zijn aantreden werd hij geconfronteerd met een groot tekort op de begroting. Zijn opdracht was om de SC Heerenveen na een bestuurscrisis weer in rustig vaarwater te brengen.